# Далека вулиця (Київ)
Дале́ка ву́лиця — вулиця в Солом'янському районі міста Києва, місцевість Відрадний. Пролягає від Добруської вулиці до Академіка Потебні.
Прилучається вулиця Яна Райніса.

## Історія
Виникла в 1950-ті роки як вулиця без назви, сучасна назва — з 1959 року. До 1980-х років вулиця мала значно більшу довжину (від неї залишилася лише 1/3), простягалася до вулиці Христа Ботева, яка нині не існує.